# Katalogmanagement
Als Katalogmanagement wird die Verwaltung von elektronischen Produktkatalogen und der zugehörigen Katalogdaten verstanden. Teilweise findet sich auch der Begriff Katalogdatenmanagement. Katalogmanagement ist insbesondere für den elektronischen Einkauf  von Bedeutung, da hier vor allem indirekte Güter beschafft werden, die sich gut in Katalogen beschreiben lassen.
Wesentliche Prozessschritte im Katalogmanagement sind die Prüfung und Freigabe der vom Lieferanten übermittelten Produktkataloge. Erst wenn diese Freigabe erfolgt, werden die Produktkataloge in die unternehmensinternen Beschaffungssysteme weitergeleitet. Dort bestellen die Mitarbeiter des Unternehmens ihr Material direkt und zu den freigegebenen Konditionen.

## Anwendungsgebiete
Artikel- und Produktdaten sind derzeit in der Regel in PPS- und ERP-Systemen gepflegt, jedoch nur in dem Umfang, wie sie für die jeweiligen produktions- und warenwirtschaftlichen Zusammenhänge benötigt werden. In weiteren Systemen werden Abbildungen, Skizzen und Fotos vorgehalten.
Die Layoutgestaltung und Erstellung des klassischen Printkatalogs erfolgt aufwändig in DTP-Programmen. Sichergestellt durch explizite Geschäftsprozesse, sind in den einzelnen Systemen die jeweiligen Informationsausschnitte zu den Produkten in der notwendigen Qualität gepflegt. Eine konsolidierte und gesicherte Basis mit zentralem Zugriff auf alle Produktinformationen ist jedoch nicht vorhanden. Diese Lücke zwischen den ERP-Systemen und CRM-Systemen wird durch ein Katalogmanagement-System (eCatalog-System) geschlossen.
Der Begriff „Content Supply Chain“ gewinnt hier immer mehr an Bedeutung, da für den Markt regelmäßig Produktkataloge veröffentlicht werden müssen, um die Kunden mit den kaufentscheidenden Informationen zu versorgen. Dies geschieht nicht nur häufig unter Zeitdruck – die „neue Serie“ muss noch unbedingt mit in den Katalog, der zur Branchenmesse erscheinen soll –, sondern vor allem interdisziplinär zwischen Marketing, Produktmanagement und Vertrieb. Der Geschäftsprozess im Unternehmen ist geprägt von manuellen Schritten, wenig verlässlich und nicht reproduzierbar. Demgegenüber steht jedoch für das Unternehmen die hohe Bedeutung von Produktkatalogen für die vertriebliche Darstellung.
Ein weiterer Aspekt hat sich mit der Verbreitung des Internets und des e-commerce in den letzten Jahren ergeben. Produktdaten müssen für die Darstellung in den unterschiedlichsten Medien bereitgestellt werden. Zu dem eher klassischen Papierkatalog sind CD-Kataloge, Internet-Shops und auch individualisierte elektronische Kundenkataloge gekommen.
Die Integration und der Abgleich der dort jeweils publizierten Produkte und Sortimente ist wiederum häufig händisch – und damit fehleranfällig und arbeitsaufwendig organisiert. Zugleich ergibt sich durch die Globalisierung die Problematik, auch fremdsprachliche Märkte mit Informationen versorgen zu wollen. Neben Englisch ist es häufig sinnvoll den Produktkatalog oder zumindest Ausschnitte daraus, in der Landessprache zu erstellen. Üblicherweise erfolgt auch dies manuell über Übersetzungsbüros und muss immer wieder neu erfolgen. Die einmal für das Basissortiment erfolgte Übersetzungsarbeit muss für weitere Kataloge und Medien vorgehalten und abgeglichen werden.
Bezogen auf den Printkatalog, der häufig bei produzierenden und länger schon im Großhandel tätigen Unternehmen immer noch die Ausgangsbasis darstellt, ist die Technologie reif, aber noch nicht in der Fläche vertreten, aus der gepflegten Datenbasis heraus Druckvorlagen zu erzeugen. Der bisher klassische Weg ist die Übergabe der Produktinformationen an eine Marketingagentur, die aufwendig mittels DTP-Werkzeugen Layouts gestaltet und Druckvorlagen erstellt. Dies führt regelmäßig, aufgrund der umfangreichen Handarbeit bei den Agenturen, zu Kosten, zusätzlichem Zeitverzug und einer weiteren Störung des anfälligen Geschäftsprozesses. Die für den jeweiligen Markt eigentlich notwendige Aktualität des Katalogs wird damit verhindert.
Die geschilderten Herausforderungen lassen sich nur wirkungsvoll behandeln, wenn Artikel- und Produktdaten nur einmal gepflegt, qualitätsgesichert und wiederholt für die unterschiedlichsten Medien und Vertriebskanäle publiziert werden. Dabei muss eine ausgesprochen individuelle Abbildung der jeweiligen Produkte, Sortimente und Prozesse sowie eine effektive Integration in die vorhandenen System- und Organisationsstrukturen gewährleistet sein.

## Katalogdaten
Im elektronischen Austausch von Produktkatalogen haben sich verschiedene Standardformate etabliert.
BMEcatDieses Format ist herstellerunabhängig und insbesondere in Deutschland weit verbreitet.
xCBLDieses Format wurde von CommerceOne entwickelt, einem Hersteller von Beschaffungssystemen.
cXMLDieses Format wurde von Ariba Inc. entwickelt, einem weiteren Hersteller von Beschaffungssystemen.
eCXDieses Format wurde von Requisite entwickelt, dem Hersteller einer verbreiteten E-Shop Software.
CIFDieses Format wurde von Ariba entwickelt, einem weiteren Hersteller von Beschaffungssystemen.
ONIXXML-basiertes Format für den Austausch von bibliographischen Daten im Buchhandel.
CSVEinfache, durch Trennzeichen wie Tabulatorzeichen, Komma oder Semikolon strukturierte Textdateien finden ebenfalls Verwendung.